# Pantopipetta clavata
Pantopipetta clavata là một loài nhện biển trong họ Austrodecidae. Loài này thuộc chi Pantopipetta. Pantopipetta clavata được miêu tả khoa học năm 1994 bởi Stock.